# Men at Work
Men at Work je australská rocková skupina ovlivněná reggae, která dosáhla mezinárodních úspěchů v 80. letech. Jsou jedinými australskými umělci, kteří dosáhli prvního místa současně v kategorii album i singl ve Spojených státech (s albem Business as Usual a singlem "Down Under"). V témže čase měli současně #1 singl a album ve Spojeném království. Skupina vyhrála v roce 1983 cenu Grammy v kategorii "Nejlepší nový umělec" a prodala přes 30 milionů alb po celém světě. Kapela ukončila svoji aktivní činnost poprvé v roce 1986. V roce 1996 došlo ke znovuobnovení, ale v roce 2002 se definitivně rozpadá. V roce 2012 spáchal sebevraždu saxofonista Greg Ham. Colin Hay znovuobnovil skupinu v roce 2019.

## Členové

### Současní
- Colin Hay – zpěv, rytmická kytara (1979–1986, 1996–2002, 2012, 2019–dosud)

### Hostující
- Jimmy Branly – bicí (2019–dosud)
- San Miguel Perez – kytary, doprovodný zpěv (2019–dosud)
- Yosmel Montejo – baskytara, doprovodný zpěv (2019–dosud)
- Scheila Gonzalez – saxofon, flétna, klávesy, doprovodný zpěv (2019–dosud)
- Cecilia Noël – doprovodný zpěv (2019–dosud)

### Bývalí
- Greg Ham – saxofon, harmonika, flétna, klávesy, doprovodný zpěv (1979–1986, 1996–2002, 2012) (zemřel 2012)
- Ron Strykert – kytary, doprovodný zpěv (1979–1985)
- Jerry Speiser  – bicí, doprovodný zpěv (1979–1984)
- John Ress – baskytara, doprovodný zpěv (1980–1984)

## Diskografie

### Studiová alba
- 1981 Business as Usual – (RIAA: 6x Platinum)
- 1983 Cargo – (RIAA: 3x Platinum)
- 1985 Two Hearts – (RIAA: Gold)

### Koncertní alba
- 1998 Brazil

### Videa
- 1984 Live in San Francisco... Or Was It Berkeley? (VHS/BETA)

### Kompilace
- 1987 The Works
- 1995 Puttin' in Overtime

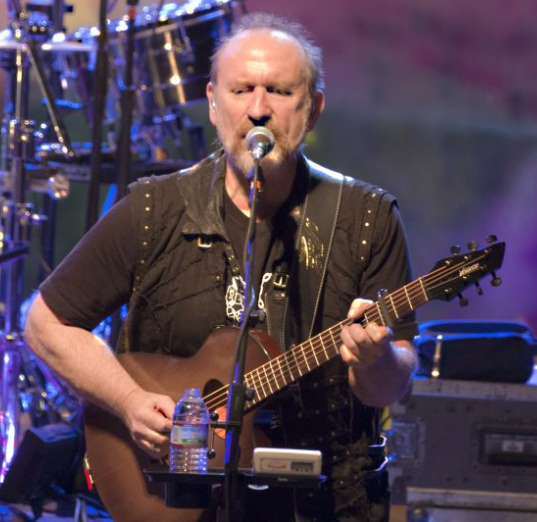
Colin Hay v roce 2018.

- 1996 Contraband: The Best of Men at Work
- 1998 Simply The Best
- 2000 Definitive Collection
- 2000 Super Hits
- 2003 The Essential
- 2008 Essential Deluxe - včetně bonusového DVD

### Singly
- "Keypunch Operator"/"Down Under" (self-produced single) (1979);

| Rok  | Titul                      | Pozice v žebříčku | Pozice v žebříčku | Pozice v žebříčku | Pozice v žebříčku | Pozice v žebříčku | Album             |
| Rok  | Titul                      | U.S. Pop          | U.S. Rock         | U.S. AC           | Australia         | UK                | Album             |
| ---- | -------------------------- | ----------------- | ----------------- | ----------------- | ----------------- | ----------------- | ----------------- |
| 1981 | "Who Can It Be Now?"       | #1                | #46               |                   | #2                | #45               | Business as Usual |
| 1981 | "Down Under"               | #1                | #1                | #13               | #1                | #2                | Business as Usual |
| 1983 | "Be Good Johnny"           |                   | #3                |                   | #8                |                   | Business as Usual |
| 1983 | "Underground"              |                   | #20               |                   |                   |                   | Business as Usual |
| 1983 | "High Wire"                |                   | #23               |                   | #89               |                   | Cargo             |
| 1983 | "Overkill"                 | #3                | #3                | #6                | #5                | #21               | Cargo             |
| 1983 | "It's a Mistake"           | #6                | #27               | #10               | #34               | #33               | Cargo             |
| 1983 | "Dr. Heckyll and Mr. Jive" | #28               | #12               |                   |                   | #31               | Cargo             |
| 1985 | "Everything I Need"        | #47               | #28               | #34               | #37               |                   | Two Hearts        |
| 1985 | "Maria"                    |                   |                   |                   |                   |                   | Two Hearts        |
| 1985 | "Man with Two Hearts"      |                   |                   |                   |                   |                   | Two Hearts        |